# Waalre
Waalre ( udtale ?;Brabantsk: Woldere)) er en kommune og en by i den sydlige provins Noord-Brabant i Nederlandene.

## Kernerne
- Waalre-dorp
- Aalst

## Galleri
- De Markt i Waalre og Willibrorduskerk
- Waalre i 1866